# Ondřej Havlín
Ondřej Havlín (* 12. července 1955) je český soudce a bývalý diplomat. Dne 11. února 2016 byl pravomocně odsouzen k výkonu trestu odnětí svobody v délce pěti let a tří měsíců za ovlivňování trestního řízení ve prospěch pachatelů za úplatek.

## Profesní kariéra
Vystudoval práva a byl jmenován soudcem v době komunistického režimu.

### Působení v diplomacii
V letech 1993 až 1998 působil jako český velvyslanec v Chorvatsku, kde čelil podezření, že protežoval ostravskou cestovní kancelář. Přesto byl v letech 1998 až 2000 českým velvyslancem v Bulharsku, odkud byl odvolán pro urážky hostitelské země a jejího představitele.

### Působení v justici
Poté působil jako soudce Obvodního soudu pro Prahu 2. Jako předseda soudního senátu se podílel např. na odsouzení sochaře Pavla Opočenského, přičemž měl zneužité dívky, které v případu vypovídaly vyslýchat vulgárním způsobem. V únoru 2013 byla zveřejněna informace, že u majetkových trestných činů a případů v dopravě poškozené neinformoval o nařízení hlavního líčení, čímž je zkrátil o nárok připojit se k trestnímu řízení a domáhat se náhrady škody. Havlínovi za to hrozí kárná žaloba.

## Obvinění z korupce
V únoru 2013 byl policií obviněn, že jako soudce minimálně v 17 případech přijal úplatek. Spolu s ním byl obviněn státní zástupce František Fiala, advokát Karel Matějka, jeho koncipient Boris Štefl a další dva mimo právní prostředí. Policie prověřuje také případ exiministra Zemanovy vlády Karla Březiny (vnuk Josefa Havlína, tajemníka ÚV KSČ), kterého státní zástupce Richard Houdek vinil ze zkreslování údajů o stavu hospodaření a jmění v souvislosti s jeho působením v dozorčích radách firem, ale soud Březinu v listopadu 2011 osvobodil.
30. července 2015 byl Ondřej Havlín odsouzen Okresním soudem v Kladně ke 6 a půl roku za mřížemi a udělil mu pokutu 350 000,-Kč za braní úplatku v letech 2012 a 2013; trest mu později zmírnil Krajský soud v Praze na pět let a tři měsíce. Od 8. dubna 2016 byl ve výkonu trestu na Pankráci; v červenci 2016 uspěl se stížností na lékařskou péči na Pankráci a byl převezen do věznice v Teplicích. Teplický soud nejprve 18.10.2018 zamítl jeho žádost o podmíněné propuštění po uplynutí poloviny trestu. Soudkyně Lucie Yakut řekla, že formálně splnil podmínky pro propuštění, ale soud nemohl dospět k přesvědčení o tom, že odsouzený prokázal polepšení.
Na svobodu jej propustil Krajský soud v Ústí nad Labem až 9.9.2019.

Mimo to probíhá šetření kontaktů Ondřeje Havlína se státní zastupkyní Dagmar Máchovou, neb policie zaznamenala jejich schůzku z roku 2012 týkající se případu zpronevěry a úplatku 200 tisíc korun.

## Rodina
Jeho manželka JUDr. Dita Havlínová také působí v justici; pozici náměstkyně na pražském státním zastupitelství opustila v březnu 2016 při odchodu celého vedení MSZ v souvislosti se zametáním citlivých kauz. Jeho otec byl lékařem ve Vojenské nemocnici v Praze.